# Drycothaea spreta
Drycothaea spreta là một loài bọ cánh cứng trong họ Cerambycidae.